# Män som hatar kvinnor (filme)
Män som hatar kvinnor (bra: Os Homens Que Não Amavam as Mulheres; prt: Millennium 1 - Os Homens Que Odeiam as Mulheres) é um filme teuto-dano-sueco de 2009, dirigido por Niels Arden Oplev, com roteiro baseado no livro homónimo de Stieg Larsson.
Em 2011 o filme ganhou o BAFTA na categoria Melhor filme em língua não inglesa.

## Elenco
- Michael Nyqvist... Mikael Blomkvist
- Noomi Rapace... Lisbeth Salander
- Lena Endre... Erika Berger
- Sven-Bertil Taube... Henrik Vanger
- Peter Haber... Martin Vanger
- Peter Andersson... Nils Bjurman
- Marika Lagercrantz... Cecilia Vanger
- Ingvar Hirdwall... Dirch Frode
- Björn Granath... Gustav Morell
- Ewa Fröling... Harriet Vanger